# Pokémon Pinball
Pokémon Pinball (яп. ポケモンピンボール покэмон пинбо:ру) — это компьютерная игра в жанре пинбол для портативной игровой системы Game Boy Color, разработанная компанией Jupiter и изданная Nintendo. Pokémon Pinball является частью серии игр Pokémon. Она вышла 14 апреля 1999 года в Японии, 28 июня 1999 года в Америке, 13 июля того же года в Австралии и 6 октября 2000 года в Европе.
Игра получила в основном хорошие отзывы у игровой прессы. Критики хвалили введение элементов «Покемона» в пинбол, сделавших его более разнообразным.

## Геймплей
Перед началом игры игрока просят выбрать один из двух столов: красный или синий. На каждом столе игровой процесс немного отличается.
Игровой процесс игры во многом повторяет игровой процесс традиционного пинбола. Нужно как можно дольше продолжать игру и не дать шарику упасть за флипперы. Каждый стол состоит из нескольких уровней, на котором можно определить, какого покемона можно будет поймать. Чтобы запустить шар (в игре он выглядит в виде покебола, устройства, которыми пользуются тренеры покемонов), нужно нажать кнопку A. При сталкивании шара с определёнными препятствиями игроку начисляются очки. Кроме того, стол можно толкать, чтобы шар поменял положение, а также управлять флипперами.
Если покебол падает в специальную лунку, начинается режим поимки покемона. За две минуты покебол должен шесть раз получить очки, тогда появляется покемон. А если эволюция то несколько значков уровней. Покебол должен ударить покемона четыре раза, тогда покемон считается пойманным и данные о нём попадают в Покедекс, энциклопедию о покемонах. В противном случае, если две минуты истекают, покемон исчезает, и приходится ждать другого шанса, чтобы поймать покемона или эволюционировать его. Помимо этого, есть режим эволюции, проходящий схожим образом, и благодаря которому можно получить в Покедекс данные об эволюции уже отмеченного в Покедексе покемона. Конечная цель игры — заполнить данными обо всех 151 видах покемонов Покедекс.

## Отзывы
| Сводный рейтинг    | Сводный рейтинг |
| Агрегатор          | Оценка          |
| ------------------ | --------------- |
| GameRankings       | 81,73 %         |
| Иноязычные издания |                 |
| Издание            | Оценка          |
| GameSpot           | 8,7/10          |
| Nintendo Power     | 7,4/10          |

Pokémon Pinball получила в основном хорошие отзывы, в среднем её балл составляет 81,73 % на GameRankings. GameSpot похвалил игру, дав ей 8,7 балла из десяти, похвалив графику и нововведения в традиционный пинбол, тем не менее, раскритиковав физику, согласно которой перемещается шар. Кроме того, критике подверглась вибрация картриджа, рецензент отметил, что она быстрее сажает батарейку в картридже. San Jose Mercury News, тем не менее, похвалила вибрацию картриджа, а редактор газеты Los Angeles Times Аарон Куртисс назвал игру не иначе, как «великолепной». CNET также похвалила игру, назвав её лучшим пинболом для Game Boy Color, заметив, что два крупных изъяна игры — слишком большое количество изображений Пикачу и некачественная физика. Редактор The New York Times назвал вибрацию новинкой, предположив, что в будущем будет больше игр, поддерживающих вибрацию. GamesRadar включил игру в список игр, которые редактор хотел бы видеть в Virtual Console для Nintendo 3DS. Японский журнал Famitsu дал Pinball 32 балла из сорока возможных.